# パトリック・ジェイ・ハーリー

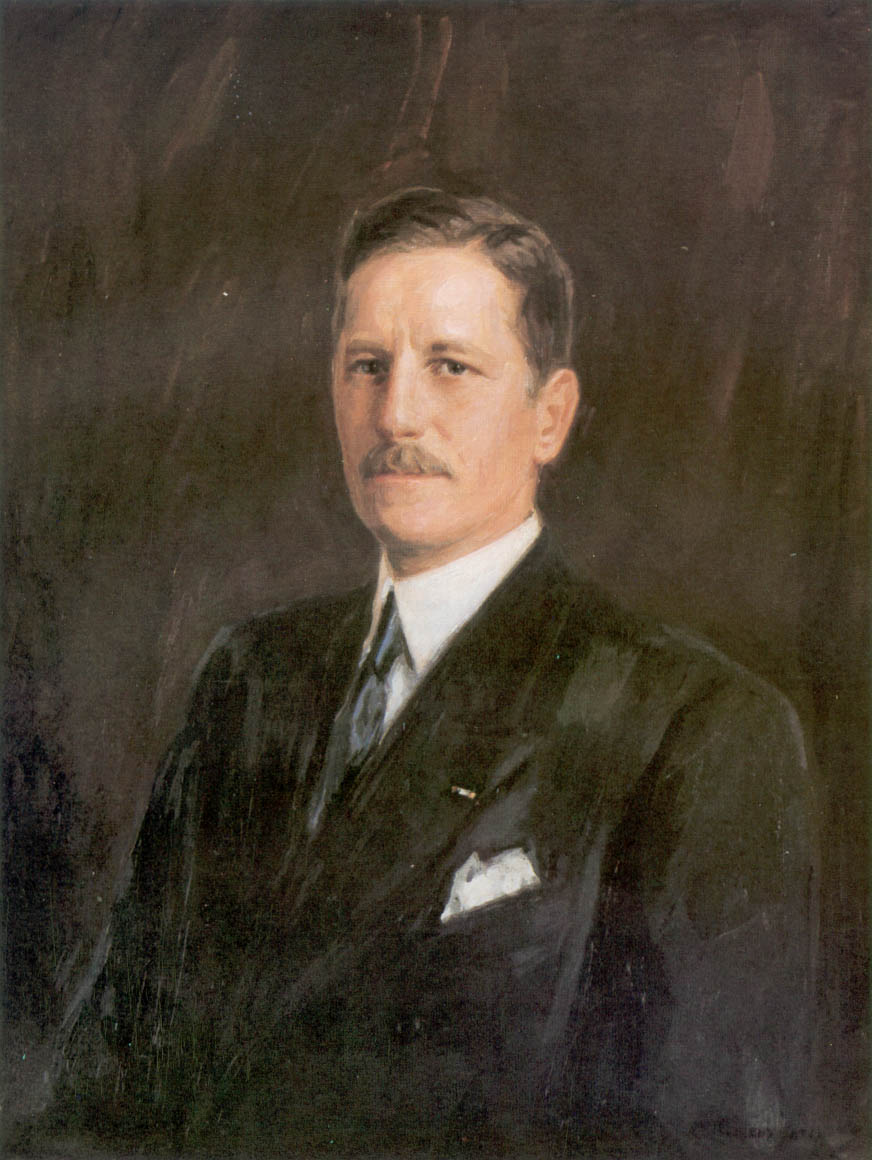
パトリック・ジェイ・ハーリー

パトリック・ジェイ・ハーリー（Patrick Jay Hurley, 1883年1月8日 - 1963年7月30日）は、アメリカ合衆国の弁護士、軍人、政治家、外交官。1929年から1933年までハーバート・フーヴァー大統領の下で第51代アメリカ合衆国陸軍長官を務めた。

## 生い立ちと初期の経歴
1883年1月8日、ハーリーはインディアン準州のチョクトー族居住地域（現在のオクラホマ州内）において誕生した。ハーリーは1905年にインディアン大学（現在のベイコン大学）を卒業した。ハーリーは1908年に国立法科大学で法律の学位を取得した。ハーリーは1913年にジョージ・ワシントン大学でも法律の学位を取得した。

### 弁護士として
ハーリーは1908年に弁護士として認可を受けた。ハーリーはオクラホマ州タルサで弁護士業を開業した。ハーリーは1912年に連邦最高裁判所から弁護士として認可を受けた。ハーリーは1912年から1917年までチョクトー族の国選弁護人を務めた。

### 州兵での活動
ハーリーは1902年から1907年までインディアン準州義勇民兵として所属した。またハーリーは1914年から1917年までオクラホマ州兵に所属した。

## 第一次世界大戦
1917年、アメリカが第一次世界大戦への参戦を決定すると、ハーリーはアメリカ海外派遣軍に加わった。ハーリーはエール・マルヌ攻勢、ムーズ・アルゴンヌ攻勢、サン・ミエルの戦いに参加した。ハーリーは中佐まで昇進した。ハーリーはルクセンブルクとの間で、アメリカ海外派遣軍の入国に関する交渉を行った。

## 陸軍省での活動

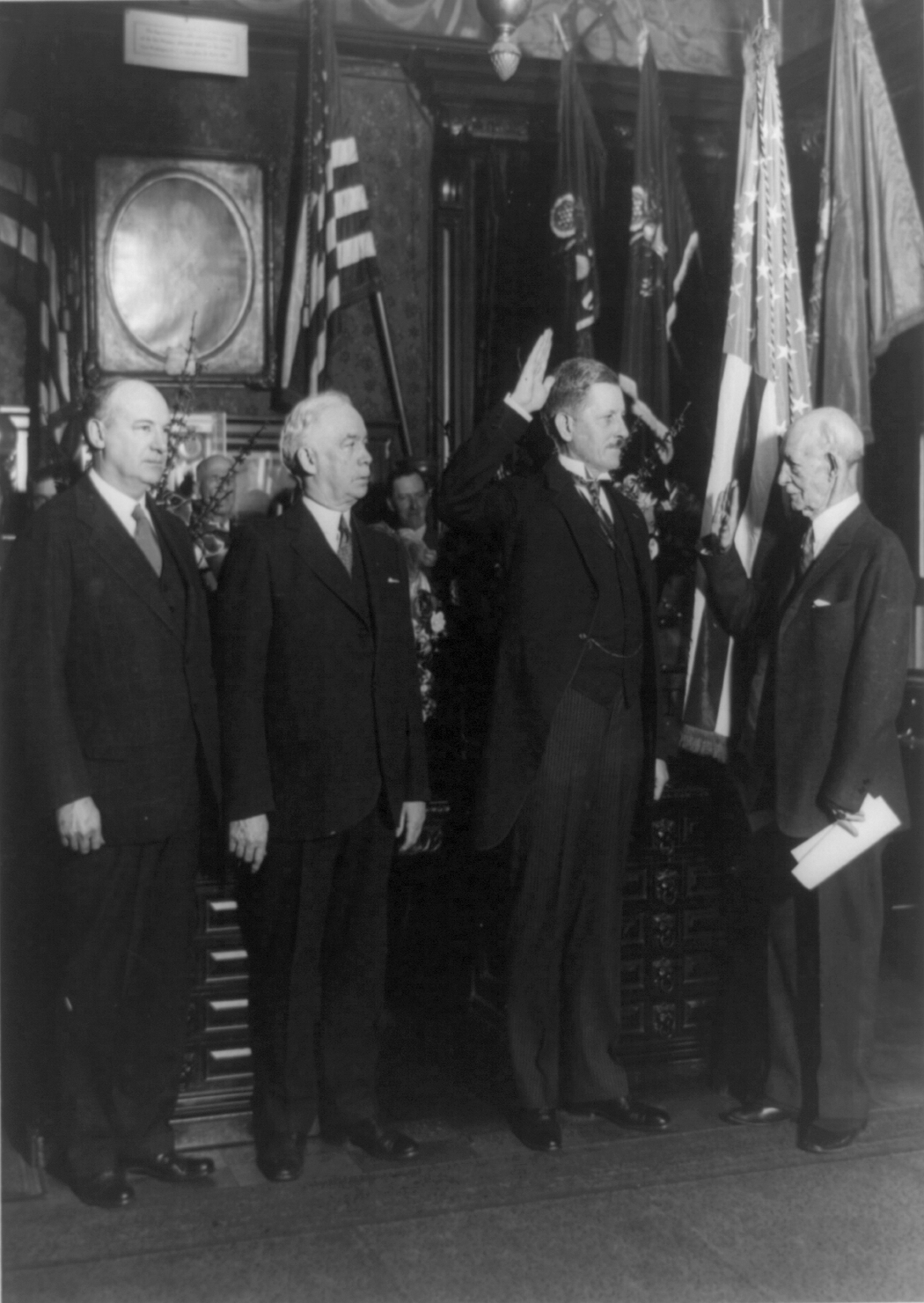
陸軍次官補への就任宣誓を行うハーリー（右から2番目）

第一次世界大戦後、ハーリーは共和党に所属した。ハーリーは1929年3月にハーバート・フーヴァー大統領から陸軍次官補として任命を受けた。1929年11月、陸軍長官ジェイムズ・グッドが急死すると、ハーリーは後任の陸軍長官に指名された。ハーリーは1929年12月に陸軍長官として着任し、フーヴァー大統領の任期満了となる1933年3月まで陸軍長官を務めた。
ハーリーは1930年から1931年にかけて、世界恐慌による影響を軽減するため、陸軍の活動を指揮した。ハーリーは賃金の値上げを求め、広範な昇給立法の制定を要求した。1932年、退役軍人らが年金の早期支払いを求めてワシントンD.C.で抗議活動を起こした（ボーナスアーミー）。ハーリーは参謀総長ダグラス・マッカーサーに対して、彼らをワシントンD.C.から排除するよう、行政命令を出した。

## 第二次世界大戦
1941年、アメリカが第二次世界大戦に参戦すると、ハーリーは准将として現役勤務に召集された。1942年3月、フィリピンのバターン半島で包囲を受けたアメリカ軍の救出の実現可能性を調査するため、ジョージ・マーシャル大将はハーリーを極東へ派遣した。ハーリーは本隊から分離した3部隊に追加食料や弾薬を届けることに成功したが、撤退をさせるには至らなかった。
極東での任務の後、ハーリーはフランクリン・ルーズベルト大統領の個人使節として、世界各国を訪問した。1942年4月、ハーリーは駐ニュージーランド公使となり、ウェリントンに公使館を設立した。ハーリーは続いてソビエト連邦を個人特使として赴いた。ハーリーは東部戦線の国に、承認を受けて訪問した最初の外国人となった。ハーリーはその後も1943年まで、個人特使として中近東諸国、中華民国、およびアフガニスタンを歴訪した。1944年、ハーリーは少将に昇進した。

### 中国との外交

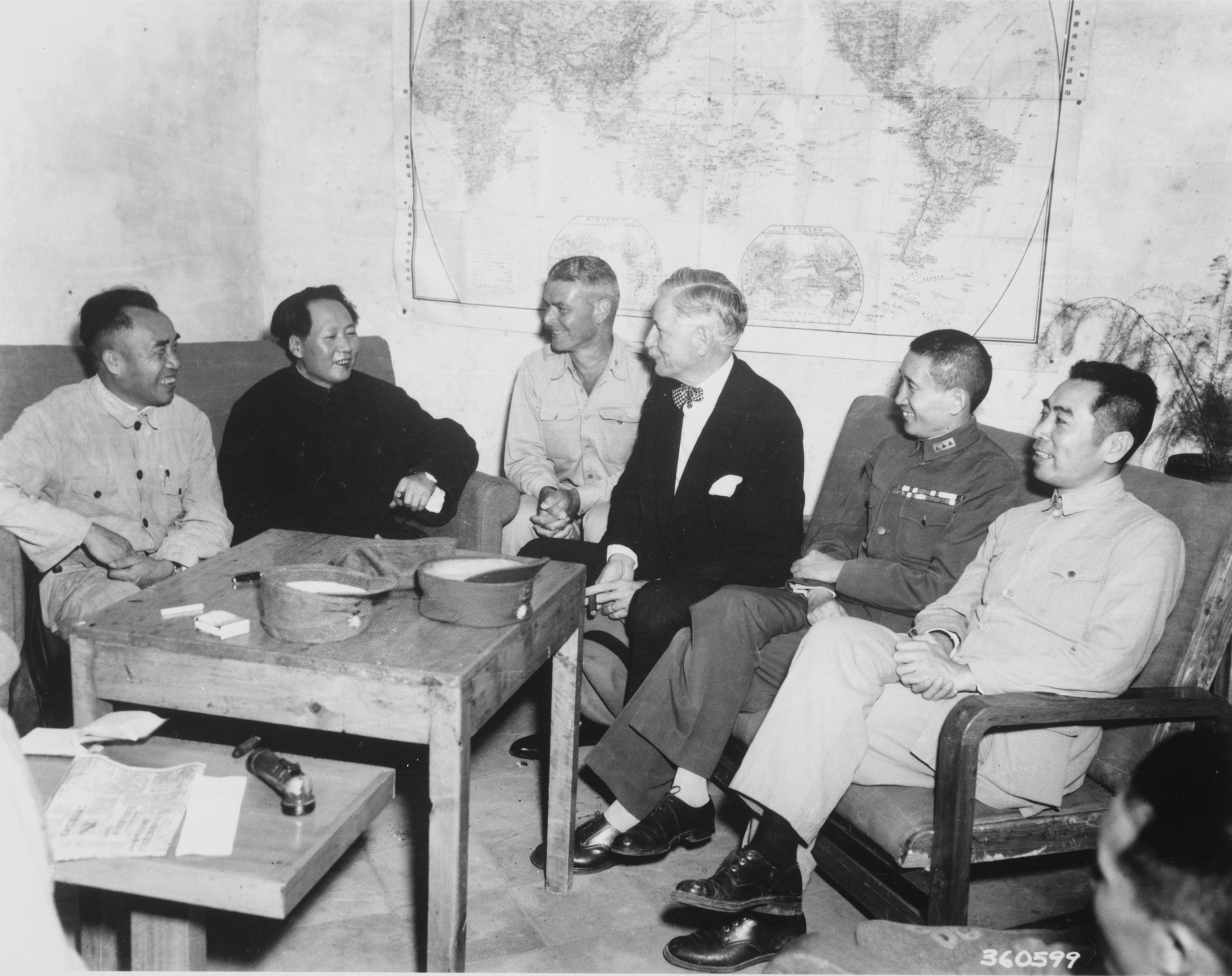
中国共産党の幹部と会談するハーリー

1944年8月、ハーリーはルーズベルト大統領の個人特使に任ぜられた。ハーリーは中華民国を訪問し、蔣介石と面会した。大統領はハーリーに対し、次の指令を与えた。
ここに、蔣介石大元帥に対する私の個人代表として貴殿を指名する。貴殿は私に対して、直接報告を行うこと。貴殿の主要任務は、大元帥とスティルウェル将軍との間の、効率的かつ協和的な関係を働きかけることである。これは、大元帥の指揮下にある中国の軍隊に対する、スティルウェル将軍の指揮権の行使を目的としたものである。なお貴殿には、場合に応じて追加任務を与えることがある。
日本に対する中国での軍事作戦は、スティルウェルと蔣介石の個人的対立により、協力関係を築くことができず、不振に終わった。スティルウェルは強烈な反共主義であり、蔣介石の立場については理解していた。ハーリーは、中国戦域の陸軍司令官について、スティルウェルからアルバート・ウェデマイヤー将軍に交代することを支持した。
ハーリーは、ジョン・スチュワート・サービスやジョン・ペイトン・デイヴィス、ジョン・カーター・ヴィンセントなどの国務省高官に対して、自身の活動を阻害していると不満に感じていた。ハーリーは彼ら国務省高官に関して、毛沢東の掲げる共産主義について過度な共感を持っているのではないかと思っていた。
1944年11月初め、駐中国大使クラレンス・エドワード・ガウスが辞任すると、後任の大使としてハーリーに要請が下った。だがハーリーは当初、次のように述べて就任を辞退した。
かつて私は中国での活動要請を受けたが、その任務はそれまでの人生で最も嫌なものであった。私は蔣介石および南京国民政府に対して支援を行った。だが国務省内の非アメリカ的分子はそれを望まず、私に対する反発を強めた。私はそう感じた。
11月17日、ルーズベルト大統領はハーリーへ電報を送り、国家の重要問題であるとして駐中国大使への就任を再度要請した。ハーリーは不承不承に、その要請を受理した。
ハーリーと国務省との関係は、良好なものではなかった。1945年2月、ルーズベルト大統領はイギリスのウィンストン・チャーチルおよびソビエトのヨシフ・スターリンとヤルタ会談を行った。この会談においてソビエトは、帝政ロシア期に日露戦争で失った中国での利権を再び取得するという密約を取得した。ハーリーはこの密約について、中国における反共主義の終わりの始まりであると認識した。
ハーリーはルーズベルト大統領の死後、後任のハリー・トルーマン大統領に期待した。ハーリーは、ヤルタ会談で犯した間違いに大統領が気付き、状況を修正してくれるという希望を抱いた。だがその望みはかなうことはなかった。ハーリーは1945年9月に中国から引き揚げた。そして11月26日、ハーリーは大統領に、痛烈な言葉による辞任願を提出した。
私はキャリア官僚の削減を依頼したはずです――彼らは中国戦線におけるアメリカの政策に反対していました。だが職業外交官であった彼らはワシントンへと戻され、私の上司として国務省中国部や極東部に配置されました。また彼らキャリア官僚の一部は、アジア戦域の最高司令官として、私の上司となりました。彼らはアメリカの政策に反対し、いまなお共産主義や帝国主義の側に付いているのです。

## 晩年
駐中国大使退任後、ハーリーは公職を退き、ニューメキシコ州サンタフェで事業を興した。ハーリーは1946年と1948年にニューメキシコ州で連邦上院議員候補となったが、いずれも本選挙で民主党候補に敗れた。1952年、ハーリーはニューメキシコ州代表として、共和党全国大会に出席した。
1963年7月30日、ハーリーはサンタフェにおいて死去した。ハーリーの遺体はサンタフェ市内のサンタフェ国立墓地に埋葬された。